# Departament d'Innovació, Universitats i Empresa de la Generalitat de Catalunya
El Departament d'Innovació, Universitats i Empresa de la Generalitat de Catalunya fou un efímer òrgan del Govern de Catalunya 2006-2010 durant la VII Legislatura sota el mandat de José Montilla. Constituïda legalment el 29 de novembre de 2006, assumí les competències de comerç interior i l'artesania, turisme, seguretat industrial, indústria, innovació, universitats, foment de la recerca i la internacionalització de l'empresa catalana. El seu cap fou Josep Huguet i Biosca (ERC). Amb el canvi de color del govern, la conselleria i el departament es dissolgué passant les competències als departaments d'Empresa i Ocupació i Economia i Coneixement.

## Llista de consellers
| # | Legislatura | Nom | Nom                   | Inici de mandat        | Fi de mandat           | Partit polític | Partit polític                    |
| - | ----------- | --- | --------------------- | ---------------------- | ---------------------- | -------------- | --------------------------------- |
| 1 | VII         |     | Josep Huguet i Biosca | 29 de novembre de 2006 | 29 de desembre de 2010 |                | Esquerra Republicana de Catalunya |